# Vasco da Gama
Vasco da Gama (Sines, Portugália; 1469. – Koccsi, India; 1524. december 24.) portugál tengerész, felfedező.

## Életrajza
Ifjúkoráról keveset tudni, a kor igényeinek megfelelően valószínűleg matematikát és hajózást tanult. Tengerész Henrik portugál herceg támogatta az Afrika nyugati partjait feltáró expedíciókat és ezzel Portugália gyarmatosításait. Miután Kolumbusz Kristóf spanyol zászló alatt hajózva felfedezte Amerikát 1492-ben, Portugália joggal érezhette, hogy lépéshátrányba került nagy riválisával szemben. Kolumbusz első útja után, 1497. július 8-án a lisszaboni kikötőből kifutott az első olyan flotta, amelyik Indiába akart eljutni azon az útvonalon, amelyet Bartolomeu Dias megnyitott a portugálok számára.
A flotta élére a fiatal nemesembert, Vasco da Gamát állították. 1497. december 16-án hajói elérték azt a pontot, ahonnan Dias visszafordult és amelyen túl addig egyetlen európai felfedező sem jutott. Ezután észak felé tartottak Afrika keleti partjai mentén. Mozambikban aztán megtapasztalhatták, mennyire gazdag az Indiai-óceánon virágzó kereskedelem. Arannyal, ezüsttel, fűszerekkel, gyönggyel és rubinnal megrakott arab hajókat láttak. Az arabokat hihetetlenül feldühítette a keresztények megjelenése. Még attól sem riadtak vissza, hogy megpróbálják elfoglalni a portugál hajókat. Ennek ellenére Vasco da Gamának sikerült olyan navigátort találnia, aki az óceánon keresztül elvezette őket az indiai partokig. 1498 májusában befutottak Calicut város kikötőjébe. A gazdag helyen senkinek sem kellettek a portugálok olcsó árui. Végül da Gama már annak is örült, hogy fűszermintákkal és a portugál királynak szóló levéllel indulhatott hazafelé, amelyet maga Calicut város legfőbb ura írt. A hazaút majdnem egy évig tartott.
Otthon igazi hősként ünnepelték, hiszen valóra váltotta Tengerész Henrik herceg nagy álmát: bebizonyította, hogy Indiába a tengeren át is vezet út. 1502-ben újra elindult Indiába, 1524-ben India alkirályává nevezte ki III. János portugál király. Vasco da Gama indiai megérkezése után röviddel meghalt, földi maradványait 14 évvel később szállították vissza szülőhazájába. Lisszabonban, a Szent Jeromos-kolostorban nyugszik.
Róla nevezték el a főváros hídját, a Vasco da Gama hidat, Európa második leghosszabb hídját.

## Képek

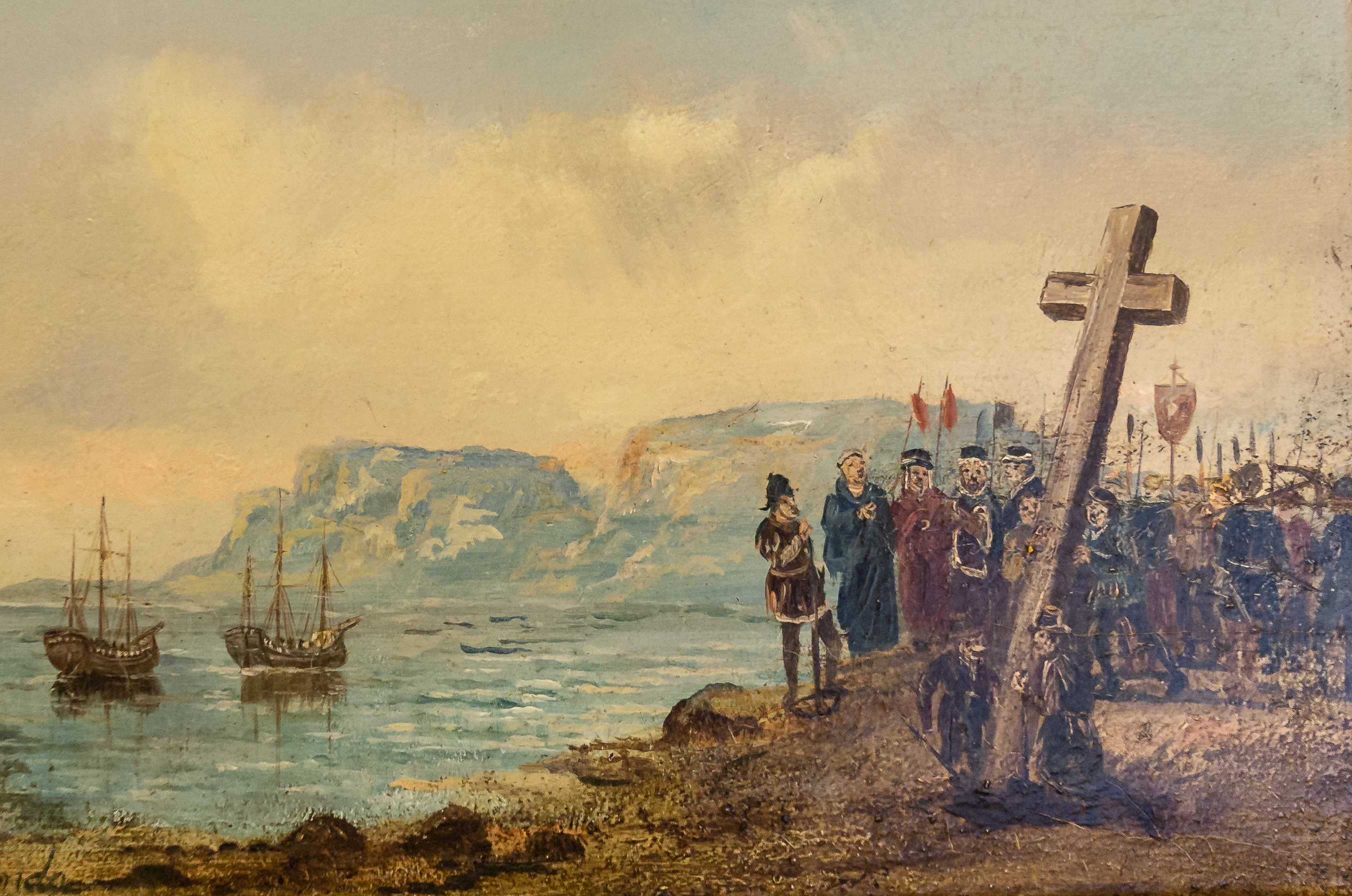
Bartolomeu Dias 1488-ban felfedezte a Jóreménység fokát, amellyel megnyitotta a portugálok számára a kereskedelmi utat Indiába
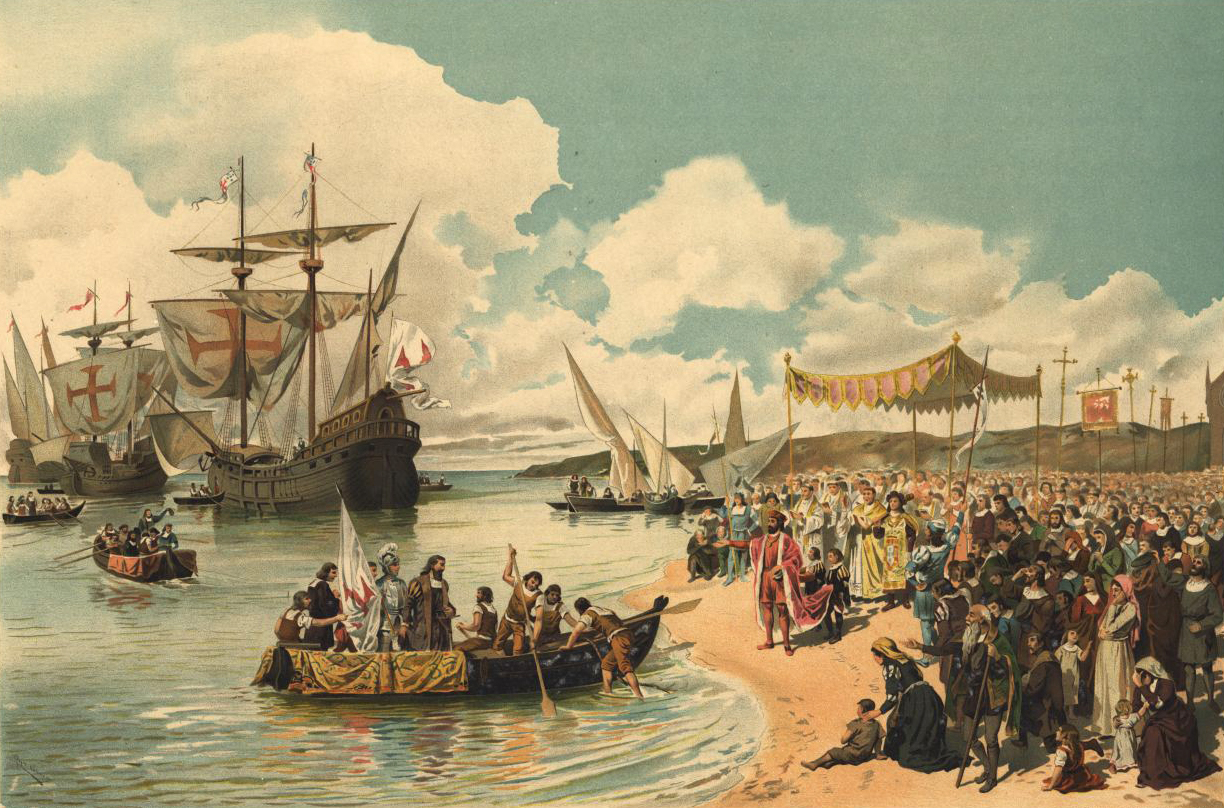
Vasco da Gama 1497-es indulása Indiába
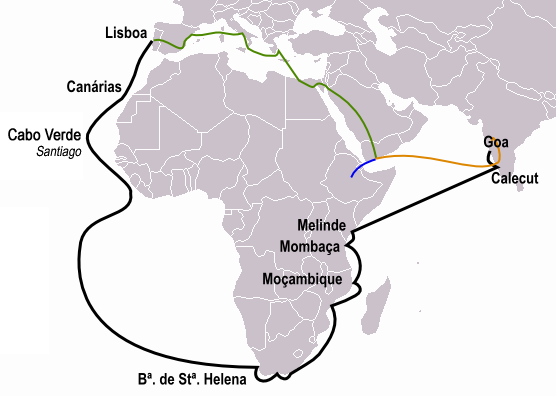
Vasco da Gama flottája Dias útját követve, Afrikát megkerülve jutott Indiába
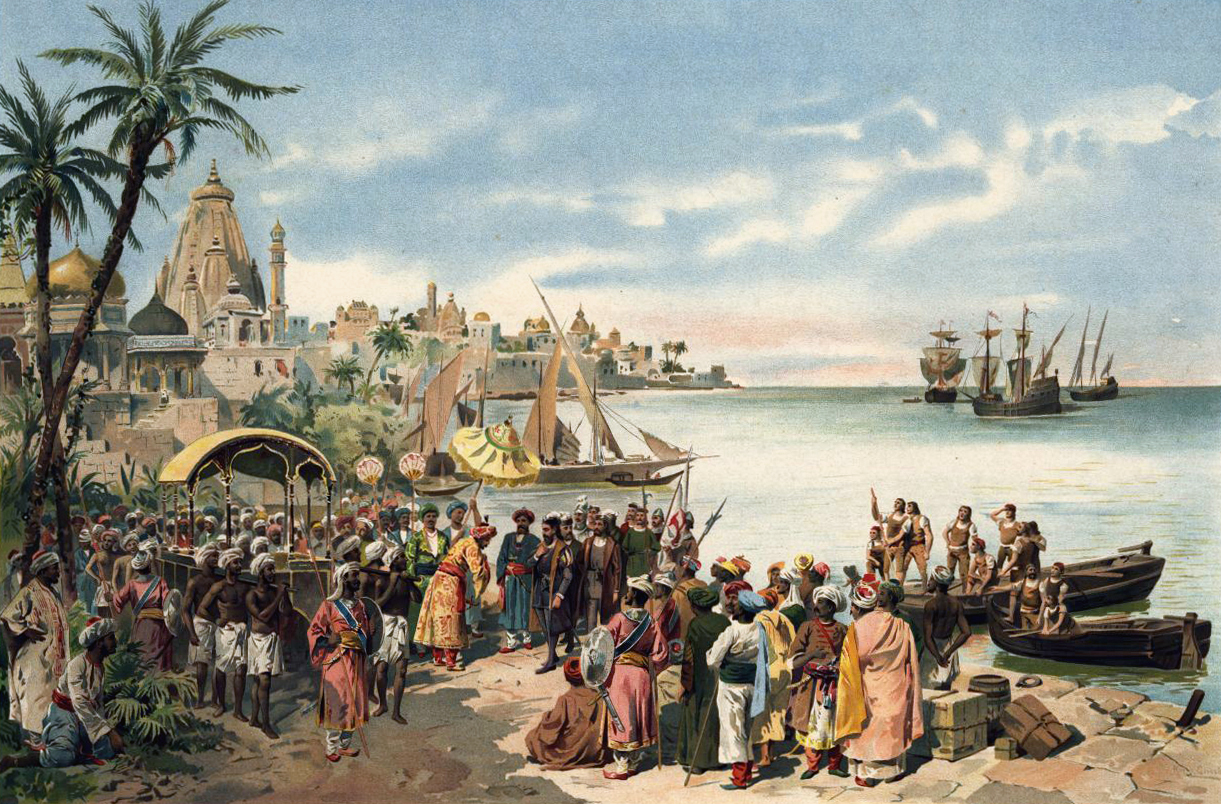
Vasco da Gama megérkezése 1498-ban az indiai Calicut város (ma Kozsíkóde) kikötőjébe
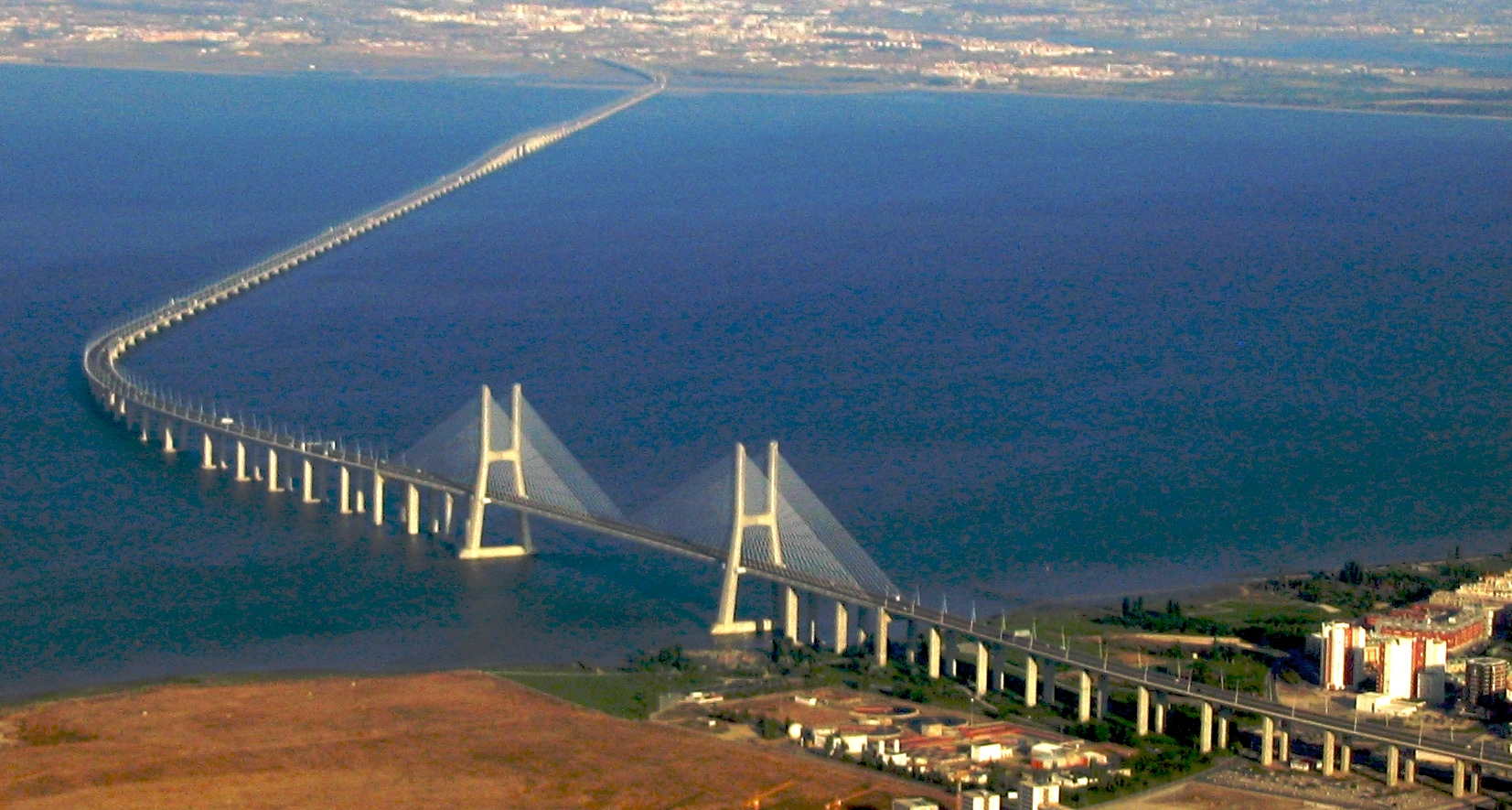
A lisszaboni Vasco da Gama híd, amely Európa leghosszabb hídja